# Listă de scriitori portoricani
Aceasta este o listă de scriitori portoricani.

## A
- Jack Agüeros (* 1934)
- Ricardo Alegría (1921–2011)
- Miguel Algarín (* 1940)
- Manuel A. Alonso (1822–1889)
- Francisco Arriví (1915–2007)

## B
- Iván Segarra Báez (* 1967)
- Manuel Barreto (* 1982)
- Alejandrina Benitez de Gautier (1819–1879)
- Maria Bibiana Benitez (1783–1873)
- Giannina Braschi (* 1953)
- Julia de Burgos (1914–1953)

## C
- Mayra Calvani (* 1967)
- Zenobia Camprubí (1887–1956)
- Nemesio Canales (1878–1923)
- Jaime Carrero
- Andrés Castro Ríos (1942–2006)
- N. Humberto Cintrón
- Jesús Colón (1901–1974),
- Juan Antonio Corretjer (1908–1985)
- Nicky Cruz (* 1938)
- Mayrim Cruz Bernal

## D
- José Antonio Dávila (1898–1941)
- Virgilio Dávila (1869–1943)
- Abelardo Díaz Alfaro (1916–1999)
- Andrés Diaz Marrero (* 1940)
- Emilio Diaz Valcarcel (* 1929)
- José de Diego (1866–1918)
- Caridad de la Luz (* 1977)

## E
- Elizam Escobar (* 1949)
- Martín Espada (* 1957)
- Sandra María Esteves (* 1948)

## F
- Carole Fernández
- Rosario Ferré (* 1942)
- José Angel Figueroa
- Shaggy Flores (* 1973)
- Isabelita Freire (1915–2005)

## G
- Edward Gallardo
- Manuel Zeno Gandía (1855–1930)
- Magali García Ramis (* 1946)
- José Gautier Benitez (1848–1880)
- José Antonio Giovanetti (* 1943)
- José Emilio González (1918–1980)
- José Luis González (1926–1997)

## H
- David Hernandez (* 1971)
- Victor Hernández Cruz (* 1949)
- Eugenio María de Hostos (1839–1903)

## L
- Pedro Juan Labarthe
- Enrique Laguerre (1905–2005),
- Clara Lair (1895–1973)
- Tato Laviera (* 1951)
- Georgina Lázaro
- Aurora Levins Moralies (* 1954)
- Vanesa Littlecrow
- Luis Llorens Torres (1876–1944)
- Luis López Nieves (* 1950)
- Carmen Lugo Filippi (* 1940)

## M
- Manuel Manrique
- René Marqués (1919–1979)
- Antonio Martorell (* 1939)
- Julio Marzán, Dichter
- Francisco Matos Paoli (1915–2000)
- Concha Melendez (1895–1983)
- Jesús Papoleto Meléndez
- Manuel Méndez Ballester (1909–2002)
- Rosario Morales (* 1930), Dichter
- Luis Muñoz Marín (1898–1980)
- Carmen de Miraflores
- Nicholasa Mohr (* 1938)
- Mercedes Negron Muñoz (1895–1937)

## N
- Olga Nolla (1938–2001)

## O
- Judith Ortiz Cofer (* 1952)

## P
- Luis Palés Matos (1898–1959)
- Vicente Palés Matos
- Pedro Pietri (1944–2004)
- Miguel Piñero (1946–1988)
- George Pérez (* 1954)
- Carmen M. Pursifull (* 1930)

## R
- Manuel Ramos Otero (1948–1990)
- Luis Rechani Agrait (1902–1997)
- Edgardo Rodríguez Juliá (* 1946)
- Edward Rivera, Romanautor
- José Rivera (* 1955)
- Oswaldo Rivera
- Leonardo Rodríquez (* 1966)
- Abraham Rodríguez cel Tânăr
- Lola Rodríguez de Tió (1848–1924)
- Edgardo Rodríguez Juliá (* 1946)
- Richard Ruíz

## S
- Luis Rafael Sánchez (* 1936)
- Manuel San Miguel Griffo
- Manuel San Miguel Nazario
- Esmeralda Santiago (* 1948)
- Mayra Santos-Febres (* 1966)
- Pedro Juan Soto (1938–2002)
- Clemente Soto Vélez (1905–1993)
- Clementina Souchet

## T
- Alejandro Tapia y Rivera (1826–1882)
- Piri Thomas (* 1928)
- Edwin Torres (* 1965)
- Diego de Torres Vargas (1590–1649)

## U
- Luz María Umpierre (* 1947)

## V
- Ana Lydia Vega (* 1946)
- Bernardo Vega
- Edgardo Vega (1936–2008)
- José Luis Vega (* 1948)

## Z
- Manuel Zeno Gandía (1855–1930)